# Budynek Akademii Zamojskiej
Budynek Akademii Zamojskiej – barokowy budynek, siedziba Akademii Zamojskiej w Zamościu.
Budynek dawnej Akademii Zamojskiej został wzniesiony w latach 1639–1648 w stylu wczesnobarokowym na wzór kolegiów jezuickich dzięki fundacji kanclerza wielkiego koronnego Tomasza Zamoyskiego. Autorami projektu byli Jan Jaroszewicz i Jan Wolff. Budynek pierwotnie mieścił sale wykładowe, stancje, mieszkania profesorskie, bibliotekę i drukarnię.
W latach 1752–1765 na polecenie Jana Jakuba Zamoyskiego gmach Akademii znacznie przebudowano w stylu późnego baroku i rokoka według projektu Jana Andrzeja Bema. Wtedy też usunięto attyki i zbudowano modny dach mansardowy. Elewacje uzyskały ciepłą jasnożółtą kolorystykę z czerwonymi lizenami i płycinami między i podokiennymi.
Dzisiejszy skromny wygląd Akademii został jej nadany w I poł. XIX wieku. Skuto wtedy m.in. ozdobne gzymsy, portale, obramienia okienne, dekoracyjny fryz oraz zamurowano arkady na dziedzińcu. Założenie zachowało jednak charakterystyczną formę, o niemal identycznych wymiarach każdego boku, z wewnętrznym dziedzińcem.
Od jesieni 2019 roku trwają prace remontowe mające przywrócić budynkowi dawnej Akademii późnobarokowy wygląd.